# Pelargonium triste
Espèce
Classification phylogénétique

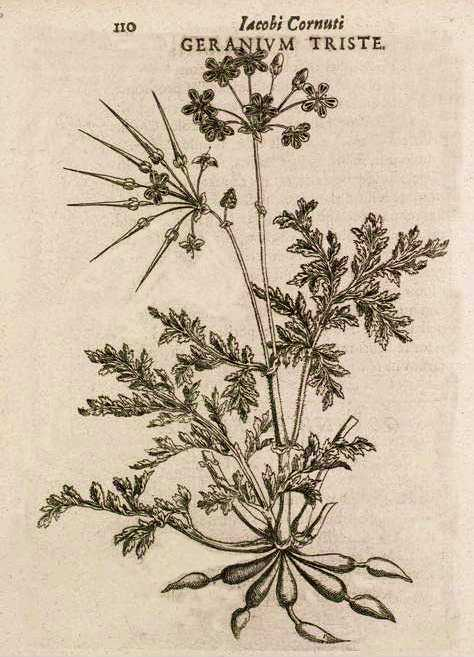
Geranium triste, par Jacques Philippe Cornut, Canadensium Plantarum, Paris, 1635.

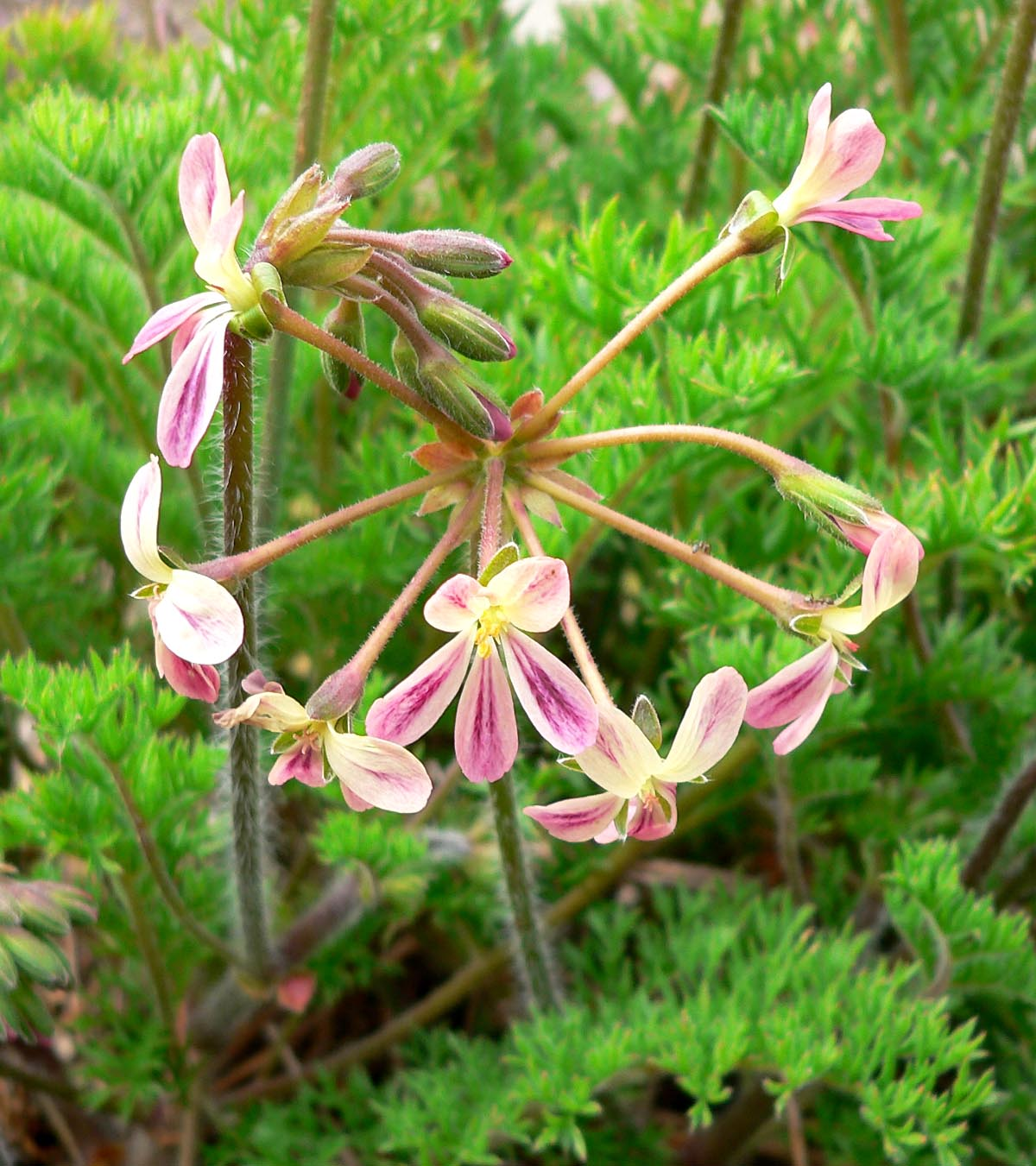
Inflorescence : pseudo-ombelle portée par un long pédoncule poilu, dressé au-dessus des feuilles.

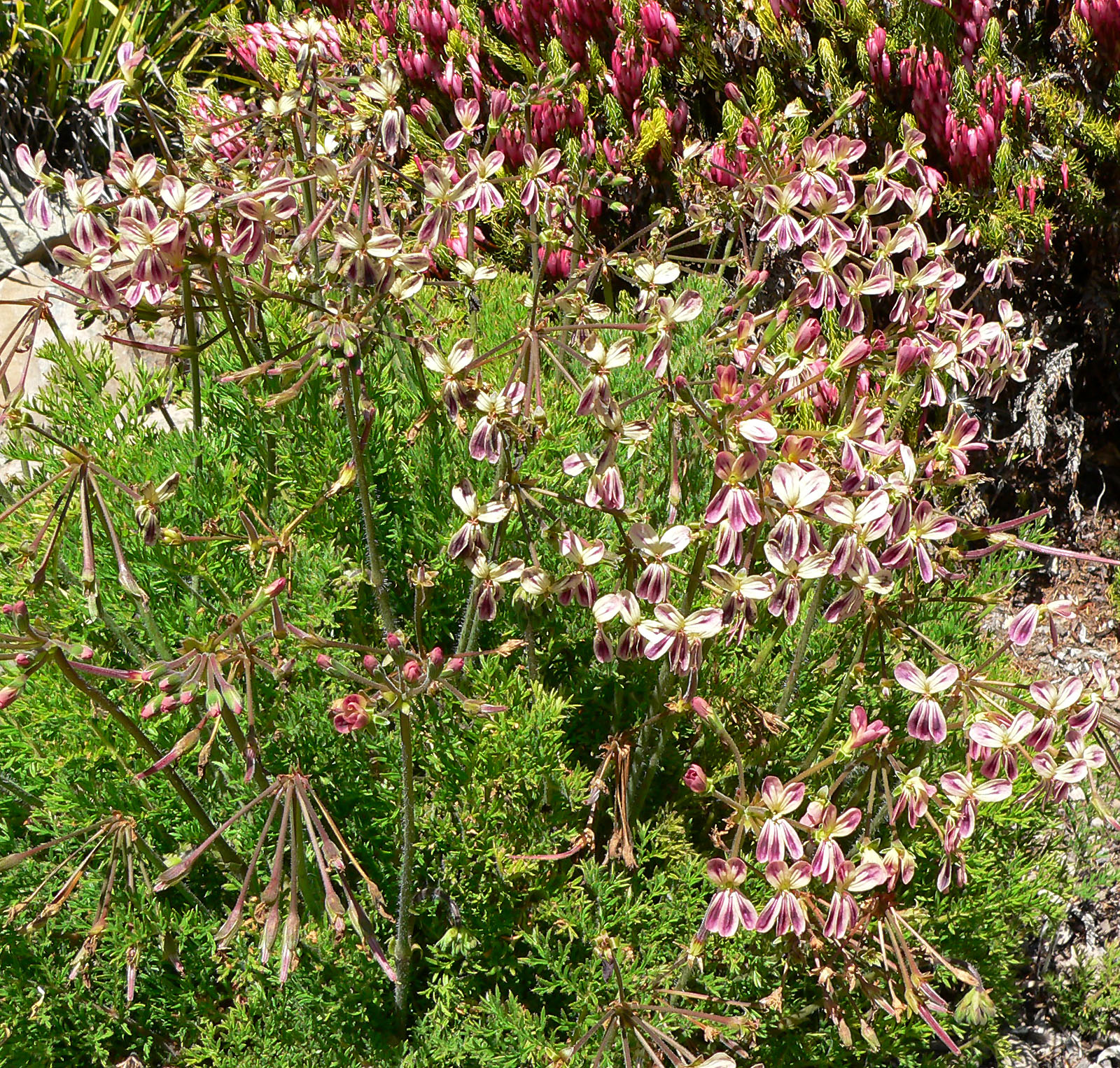
P. triste.

LPelargonium triste, anciennement appelé géranium triste, est une espèce de plante géophyte de la famille des Geraniaceae, aux fleurs odorantes la nuit, originaire d'Afrique du Sud.

## Étymologie et histoire
Le nom générique Pelargonium, en latin scientifique, dérive du grec pelargós (πελαργός), désignant la cigogne, la forme de leur fruit évoquant le bec de l'échassier. L'épithète spécifique triste est une flexion du latin tristis « triste » (Gaffiot).
Ce fut la première espèce de Geraniaceae sud-africaine à être introduite en Europe, probablement en Hollande. Mais la première culture connue est celle d'un jardinier parisien, nommé René Morin, dont le catalogue de plantes comportait des Geranium Indicum odoratum flore maculato depuis 1621. Le qualificatif Indicum venait du fait que les spécimens avaient été ramenés sur des navires en provenance d'Inde (et faisant escale au Cap en Afrique du Sud). Morin était spécialisé dans la culture des bulbes, en particulier des tulipes qu'il faisait venir de Hollande. Il est donc probable qu'il avait obtenu aussi son Geranium Indicum de ce pays.
On apprend aussi par l'intermédiaire de l'apothicaire et botaniste britannique, Thomas Johnson que le Geranium Indicum fut importé de France en Angleterre par le jardinier John Tradescant (comme indiqué dans l'édition révisée de The Herball or General Historie of Plants). Ce dernier, grand collectionneur de plantes rares, l'avait fait venir de chez le « fleuriste » (pépiniériste) René Morin qui le cultivait depuis un certain temps dans son jardin du faubourg Saint-Germain. Johnson aurait vu ce Geranium Indicum fleurir pour la première fois en Angleterre en juillet 1632 chez Tradescant. Il indiquait en outre qu'il dégageait un parfum suave et musqué la nuit.
En 1635, le médecin botaniste français Jacques Philippe Cornut, lui aussi client des pépinières Morin, décrivit précisément en latin et illustra la plante sous le nom de Geranium Triste dans son ouvrage de 1635, Canadensium plantarum.

## Description
Le Pelargonium triste est une espèce géophyte, possédant un gros tubercule souterrain (jusqu'à 20 cm de diamètre) et plusieurs plus petits tubercules,. Les tubercules sont recouverts d'une écorce noire, profondément fissurée. La plante est hirsute à faiblement poilue.
Les feuilles basales sont profondément divisées (multifides), comme celles des carottes et couvertes de poils. Les feuilles gris vert apparaissent directement au niveau du sol, sur une tige courte, érigée.
Les inflorescences ombelliformes se dressent bien au-dessus des feuilles. Les feuilles sur les rameaux fleuris sont généralement plus petites que celles de la tige principale.
Les fleurs sont jaune pale, veinées de marques rouge vineux à marron noir. Ce serait cette apparence assez terne qui valut à la plante le qualificatif de triste.
Les fleurs sont toutefois remarquables par leur odeur : elles émettent la nuit, une puissante senteur de girofle.
En Afrique du Sud, la plante fleurit d'août à février. Durant la mauvaise saison (de l'hémisphère austral), la partie aérienne meurt et la plante entre en dormance. De nouvelles feuilles apparaissent avec les premières pluies.

## Distribution
Le Pelargonium triste croît de Steinkopf au Cap-du-Nord à la partie méridionale du Cap-Occidental, en Afrique du Sud.
Il pousse dans les zones sablonneuses.
Bien qu'il ait été le premier pélargonium à être introduit en Europe, il fut peu utilisé dans les hybridations.

## Usages
Les tubercules riches en tanins du Pelargonium triste ont été traditionnellement utilisés par les populations du Namaqualand pour tanner les cuirs et produire une substance colorante brun roux.
En pharmacopée, l'infusion des tubercules est utilisée contre la dysenterie, la diarrhée et les troubles stomacaux. C'est d'ailleurs ces propriétés médicinales qui avaient attiré dès les années 1600, l'attention des médecins de bord des navires faisant escale au cap de Bonne-Espérance et les avaient incités à envoyer des spécimens en Europe. À cette époque, la botanique était encore intimement liée à la médecine.
En usage externe, le tubercule est traditionnellement recommandé contre les hémorroïdes ou en gargarisme antiseptique contre le mal de gorge.

## Composition chimique des tubercules
La section transversale du tubercule est rouge marron au centre et jaune crème en périphérie. Le tubercule possède une odeur de girofle agréable et a un goût astringent.
Les premières études chimiques du tubercule ont indiqué la présence de tanins et de saponines mais pas d'alcaloïde. Les constituants majeurs sont des coumarines : la 7-hydroxy-5, 6-dimethoxycoumarin, et ses 7-glucosides et le scopolétol.